# Prospalta illecta
Prospalta illecta là một loài bướm đêm trong họ Noctuidae.